# Lussac-les-Châteaux
Lussac-les-Châteaux és un municipi francès situat al departament de la Viena i a la regió de la Nova Aquitània. L'any 2007 tenia 2.360 habitants.

## Demografia

### Població
El 2007 la població de fet de Lussac-les-Châteaux era de 2.360 persones. Hi havia 1.049 famílies de les quals 354 eren unipersonals (117 homes vivint sols i 237 dones vivint soles), 378 parelles sense fills, 269 parelles amb fills i 48 famílies monoparentals amb fills.
La població ha evolucionat segons el següent gràfic:
Habitants censats

### Habitatges
El 2007 hi havia 1.256 habitatges, 1.059 eren l'habitatge principal de la família, 95 eren segones residències i 102 estaven desocupats. 1.102 eren cases i 151 eren apartaments. Dels 1.059 habitatges principals, 712 estaven ocupats pels seus propietaris, 326 estaven llogats i ocupats pels llogaters i 22 estaven cedits a títol gratuït; 55 tenien una cambra, 53 en tenien dues, 197 en tenien tres, 272 en tenien quatre i 481 en tenien cinc o més. 766 habitatges disposaven pel capbaix d'una plaça de pàrquing. A 512 habitatges hi havia un automòbil i a 355 n'hi havia dos o més.

### Piràmide de població
La piràmide de població per edats i sexe el 2009 era:
| Homes | Edats   | Dones |
| ----- | ------- | ----- |
| 0     | 95 o +  | 12    |
| 16    | 90 a 94 | 32    |
| 28    | 85 a 89 | 48    |
| 28    | 80 a 84 | 36    |
| 68    | 75 a 79 | 108   |
| 76    | 70 a 74 | 52    |
| 64    | 65 a 69 | 76    |
| 76    | 60 a 64 | 60    |
| 68    | 55 a 59 | 80    |
| 96    | 50 a 54 | 108   |
| 72    | 45 a 49 | 100   |
| 80    | 40 a 44 | 68    |
| 80    | 35 a 39 | 92    |
| 56    | 30 a 34 | 68    |
| 60    | 25 a 29 | 52    |
| 72    | 20 a 24 | 24    |
| 84    | 15 a 19 | 44    |
| 116   | 10 a 14 | 104   |
| 64    | 5 a 9   | 60    |
| 40    | 0 a 4   | 52    |

## Economia
El 2007 la població en edat de treballar era de 1.345 persones, 932 eren actives i 413 eren inactives. De les 932 persones actives 842 estaven ocupades (464 homes i 378 dones) i 90 estaven aturades (26 homes i 64 dones). De les 413 persones inactives 157 estaven jubilades, 110 estaven estudiant i 146 estaven classificades com a «altres inactius».

### Ingressos
El 2009 a Lussac-les-Châteaux hi havia 1.081 unitats fiscals que integraven 2.335,5 persones, la mediana anual d'ingressos fiscals per persona era de 16.351 €.

### Activitats econòmiques
Dels 131 establiments que hi havia el 2007, 3 eren d'empreses extractives, 6 d'empreses alimentàries, 2 d'empreses de fabricació de material elèctric, 10 d'empreses de fabricació d'altres productes industrials, 19 d'empreses de construcció, 29 d'empreses de comerç i reparació d'automòbils, 6 d'empreses de transport, 9 d'empreses d'hostatgeria i restauració, 7 d'empreses financeres, 10 d'empreses immobiliàries, 8 d'empreses de serveis, 14 d'entitats de l'administració pública i 8 d'empreses classificades com a «altres activitats de serveis».
Dels 46 establiments de servei als particulars que hi havia el 2009, 1 era una oficina d'administració d'Hisenda pública, 1 gendarmeria, 1 oficina de correu, 3 oficines bancàries, 5 tallers de reparació d'automòbils i de material agrícola, 1 taller d'inspecció tècnica de vehicles, 2 autoescoles, 4 paletes, 4 guixaires pintors, 2 fusteries, 4 lampisteries, 4 electricistes, 1 empresa de construcció, 3 perruqueries, 4 restaurants, 2 agències immobiliàries, 1 tintoreria i 3 salons de bellesa.
Dels 15 establiments comercials que hi havia el 2009, 2 eren supermercats, 1 una gran superfície de material de bricolatge, 1 una botiga de menys de 120 m², 4 fleques, 2 carnisseries, 1 una botiga d'equipament de la llar, 1 una joieria i 3 floristeries.
L'any 2000 a Lussac-les-Châteaux hi havia 25 explotacions agrícoles que ocupaven un total de 1.209 hectàrees.

## Equipaments sanitaris i escolars
El 2009 hi havia 1 centre de salut, 2 farmàcies i 1 ambulància.
El 2009 hi havia 1 escola maternal i 2 escoles elementals. Lussac-les-Châteaux disposava d'un col·legi d'educació secundària amb 357 alumnes.

## Poblacions més properes
El següent diagrama mostra les poblacions més properes.